# Список глав правительства Сингапура

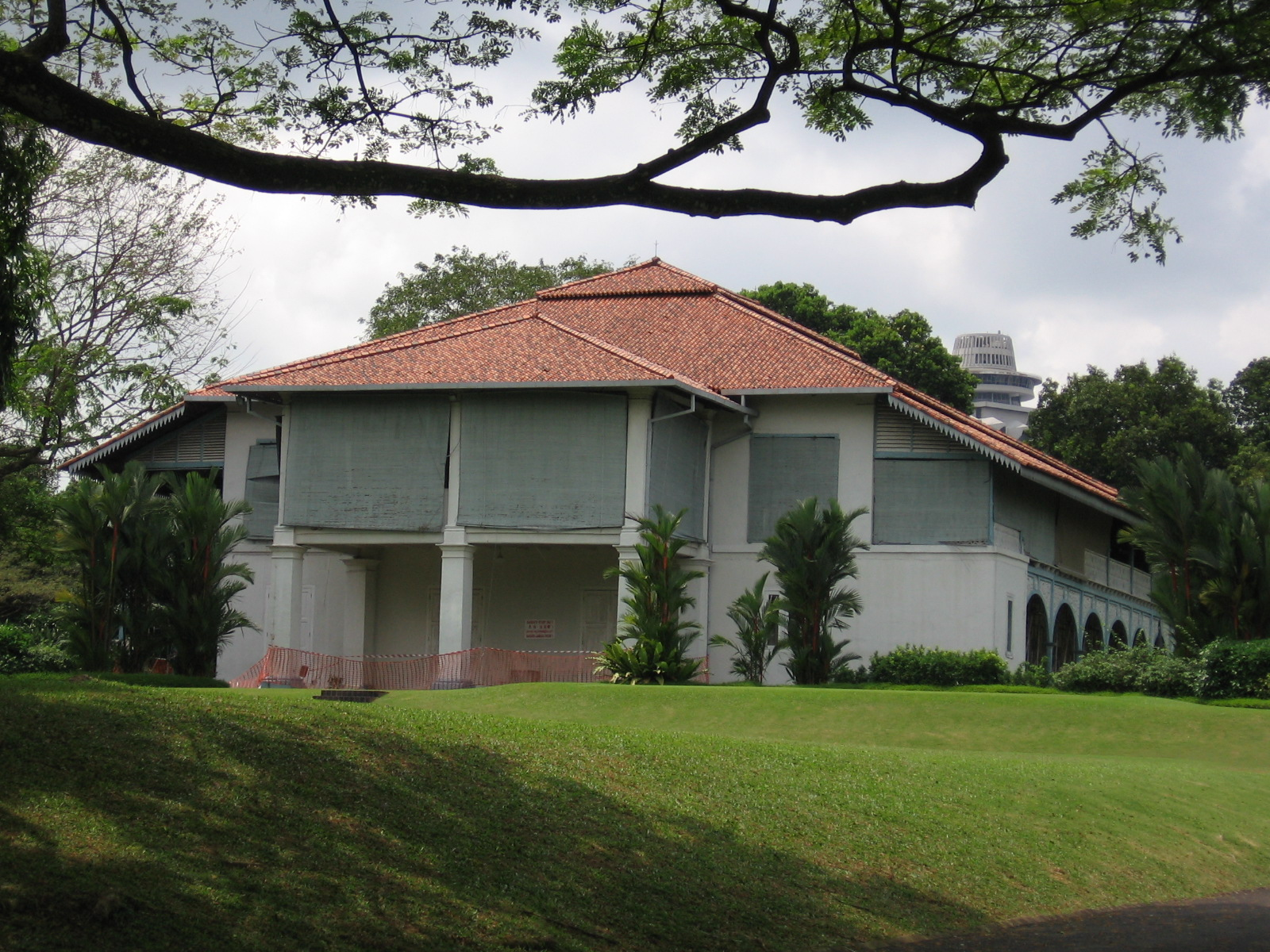
Шри Темасек, официальная резиденция премьер-министра в Ньютоне

Список глав правительства Сингапура включает в себя руководителей правительства Сингапура с момента создания в 1955 году ответственного правительства в получившей самоуправление коронной колонии Сингапур. В настоящее время правительство возглавляет Премьер-министр Республики Сингапур (англ. Prime Minister of the Republic of Singapore, малайск. Perdana Menteri Republik Singapura, кит. 新加坡共和国总理, там. சிங்கப்பூர் குடியரசின் பிரதமர்), который назначается президентом государства и является лидером партии, получившей большинство в парламенте. Премьер-министр назначает своего
заместителя и министров, эти назначения утверждаются президентом республики. С 1965 года правящей является Партия народного действия, имеющая устойчивое большинство в однопалатном парламенте.
Офис премьер-министра находится в Истане, в комплекс которой входит Шри Темасек, его официальная резиденция.
Применённая в первых столбцах таблицы нумерация является условной. Также условным является использование в первых столбцах цветовой заливки, служащей для упрощения восприятия принадлежности лиц к различным политическим силам без необходимости обращения к столбцу, отражающему партийную принадлежность. В случае, когда глава правительства получил повторные полномочия последовательно за первоначальными, раздельно отражается каждый срок полномочий. В столбце «Выборы» отражены состоявшиеся выборные процедуры, сформировавшие состав парламента. Имена персон в списке и написание политико-исторических терминов приведены на государственных языках в соответствующий исторический период; согласно действующей конституции ими являются английский, малайский, китайский и тамильский языки.

## Колония Сингапур (до 1959)

Флаг колонии Сингапур

Колония Сингапур (англ. Colony of Singapore) была коронной колонией Соединённого Королевства с 1946 по 1958 год. Колониальный статус территории был установлен в 1824 году, с последующем включением её в 1826 году в состав Стрейтс-Сетлментса (англ. Straits Settlements, Поселения у Пролива). Отдельная колония была создана 1 апреля 1946 года после роспуска Стрейтс-Сетлментса, 6 апреля 1955 года она получила ограниченное внутреннее самоуправление в соответствии с постановлением в Совете с созданием ответственного правительства во главе с главным министром Сингапура (англ. Chief ministers) по итогам состоявшихся 2 апреля 1955 года выборов в Законодательное собрание.
Летом 1958 года Парламент Соединённого королевства принял Закон о государстве Сингапур, открывший путь для полного самоуправления страны.
|        | Портрет | Имя (годы жизни) | Полномочия    | Полномочия  | Партия | Выборы | Кабинет | Пр.          |
| Начало | Портрет | Имя (годы жизни) | Окончание     |             | Партия | Выборы | Кабинет | Пр.          |
| ------ | ------- | --- | ------------- | ----------- | --- | ------ | ------- | ------------ |
| 1      |         | Дэвид Сол Маршалл (1908—1995) англ. David Saul Marshall ивр. דייוויד שאול מרשל‎ кит. 大卫·索尔·马歇尔 урожд. Давид Саул Машаль ивр. דוד שאול משעל‎ англ. David Saul Mashal | 6 апреля 1955 | 8 июня 1956 | Трудовой фронт в коалиции с Объединённой малайской национальной организацией и Малайской китайской ассоциацией | 1955   | Маршалл | [ 7 ] [ 8 ]  |
| 2      |         | Лим Ю Хок (1914—1984) англ. Lim Yew Hock кит. 林有福 | 8 июня 1956   | 5 июня 1959 | Трудовой фронт в коалиции с Объединённой малайской национальной организацией и Малайской китайской ассоциацией | 1955   | Лим     | [ 9 ] [ 10 ] |

## Государство Сингапур (1959—1965)

Флаг Сингапура

Государство Сингапур (англ. State of Singapore, малайск. Negara Singapura) было провозглашено 3 июня 1959 года в соответствии с конституционным постановлением в Совете, во исполнение принятого летом 1958 года Парламентом Соединённого королевства Закона о государстве Сингапур. Через два дня начало работу сформированное Партией народного действия (победившей на состоявшихся 30 мая 1959 года выборах и остающейся правящей до настоящего времени) правительство во главе с премьер-министром Сингапура (англ. Prime Minister of Singapore, малайск. Perdana Menteri Singapura) Ли Куан Ю.
Правительство Её Величества летом 1963 года инициировало соглашение о создание федеративного государства из членов Малайской Федерации, Государства Сингапур и британских колоний на острове Калимантан Северное Борнео и Саравак с названием Малайзия. Законодательное собрание Сингапура ратифицировало соглашение 2 августа 1963 года, суверенитет Великобритании над Сингапуром был отменён и его независимость провозглашена 31 августа 1963 года на основании Закона о Малайзии, 16 сентября 1963 года Сингапур вошёл в состав Малайзии, однако уже 7 августа 1965 года между страной и федерацией было подписано соглашение о выходе из неё, 9 августа оно вступило в силу; 22 декабря 1965 года последовало принятие конституционных поправок, установивших новое название государства Республика Сингапур.
|          | Портрет         | Имя (годы жизни)                                                             | Полномочия      | Полномочия      | Партия                    | Выборы     | Кабинет   | Пр.           |
| Начало   | Портрет         | Имя (годы жизни)                                                             | Окончание       |                 | Партия                    | Выборы     | Кабинет   | Пр.           |
| -------- | --------------- | ---------------------------------------------------------------------------- | --------------- | --------------- | ------------------------- | ---------- | --------- | ------------- |
| 3 (I—II) |                 | Ли Куан Ю (1923—2015) англ. и малайск. Lee Kuan Yew кит. 李光耀 там. லீ குவான் யூ | 5 июня 1959     | 18 октября 1963 | Партия народного действия | 1959       | Ли К. (I) | [ 13 ] [ 14 ] |
| 3 (I—II) | 18 октября 1963 | Ли Куан Ю (1923—2015) англ. и малайск. Lee Kuan Yew кит. 李光耀 там. லீ குவான் யூ | 22 декабря 1965 | 1963            | Партия народного действия | Ли К. (II) |           | [ 13 ] [ 14 ] |

## Республика Сингапур (с 1965)
Республика Сингапур (англ. Republic of Singapore, малайск. Republik Singapura, кит. 新加坡共和国, там. சிங்கப்பூர் குடியரசு) была провозглашена 22 декабря 1965 года с вступлением в силу соответствующих поправок в конституцию. Поправки касались и уточнения названия главы правительства: Премьер-министр Республики Сингапур (англ. Prime Minister of the Republic of Singapore, малайск. Perdana Menteri Republik Singapura, кит. 新加坡共和国总理, там. சிங்கப்பூர் குடியரசின் பிரதமர்).
Бывшие премьер министры обеспечивают преемственность политики правительства, по традиции занимая в последующих составах пост старшего министра, который в порядке старшинства должностных лиц исполнительной власти располагается после премьер-министра и заместителя премьер-министра. Кроме того, первый премьер-министр Ли Куан Ю в трёх первых кабинетах своего сына Ли Сянь Луна занимал специальный пост министра-наставника (с 12 сентября 2004 года по 21 мая 2011 года).
|             | Портрет          | Имя (годы жизни)                                                                                        | Полномочия       | Полномочия     | Партия                    | Выборы          | Кабинет    | Пр.           |
| Начало      | Портрет          | Имя (годы жизни)                                                                                        | Окончание        |                | Партия                    | Выборы          | Кабинет    | Пр.           |
| ----------- | ---------------- | --- | ---------------- | -------------- | ------------------------- | --------------- | ---------- | ------------- |
| 3 (II—VIII) |                  | Ли Куан Ю (1923—2015) англ. и малайск. Lee Kuan Yew кит. 李光耀 там. லீ குவான் யூ                            | 22 декабря 1965  | 15 апреля 1968 | Партия народного действия | [ комм. 16 ]    | Ли К. (II) | [ 13 ] [ 14 ] |
| 3 (II—VIII) | 16 апреля 1968   | Ли Куан Ю (1923—2015) англ. и малайск. Lee Kuan Yew кит. 李光耀 там. லீ குவான் யூ                            | 15 сентября 1972 | 1968           | Партия народного действия | Ли К. (III)     |            | [ 13 ] [ 14 ] |
| 3 (II—VIII) | 16 сентября 1972 | Ли Куан Ю (1923—2015) англ. и малайск. Lee Kuan Yew кит. 李光耀 там. லீ குவான் யூ                            | 31 декабря 1976  | 1972           | Партия народного действия | Ли К. (IV)      |            | [ 13 ] [ 14 ] |
| 3 (II—VIII) | 31 декабря 1976  | Ли Куан Ю (1923—2015) англ. и малайск. Lee Kuan Yew кит. 李光耀 там. லீ குவான் யூ                            | 5 января 1981    | 1976           | Партия народного действия | Ли К. (V)       |            | [ 13 ] [ 14 ] |
| 3 (II—VIII) | 6 января 1981    | Ли Куан Ю (1923—2015) англ. и малайск. Lee Kuan Yew кит. 李光耀 там. லீ குவான் யூ                            | 1 января 1985    | 1980           | Партия народного действия | Ли К. (VI)      |            | [ 13 ] [ 14 ] |
| 3 (II—VIII) | 2 января 1985    | Ли Куан Ю (1923—2015) англ. и малайск. Lee Kuan Yew кит. 李光耀 там. லீ குவான் யூ                            | 13 сентября 1988 | 1984           | Партия народного действия | Ли К. (VII)     |            | [ 13 ] [ 14 ] |
| 3 (II—VIII) | 13 сентября 1988 | Ли Куан Ю (1923—2015) англ. и малайск. Lee Kuan Yew кит. 李光耀 там. லீ குவான் யூ                            | 27 ноября 1990   | 1988           | Партия народного действия | Ли К. (VIII)    |            | [ 13 ] [ 14 ] |
| 4 (I—IV)    |                  | Го Чок Тонг (1941—) англ. и малайск. Goh Chok Tong кит. 吴作栋 там. கோ சொக் டொங்                             | 27 ноября 1990   | 1988           | Партия народного действия | 31 августа 1991 | Го (I)     | [ 19 ] [ 20 ] |
| 4 (I—IV)    | 7 сентября 1991  | Го Чок Тонг (1941—) англ. и малайск. Goh Chok Tong кит. 吴作栋 там. கோ சொக் டொங்                             | 24 января 1997   | 1991           | Партия народного действия | Го (II)         |            | [ 19 ] [ 20 ] |
| 4 (I—IV)    | 25 января 1997   | Го Чок Тонг (1941—) англ. и малайск. Goh Chok Tong кит. 吴作栋 там. கோ சொக் டொங்                             | 22 ноября 2001   | 1997           | Партия народного действия | Го (III)        |            | [ 19 ] [ 20 ] |
| 4 (I—IV)    | 23 ноября 2001   | Го Чок Тонг (1941—) англ. и малайск. Goh Chok Tong кит. 吴作栋 там. கோ சொக் டொங்                             | 12 августа 2004  | 2001           | Партия народного действия | Го (IV)         |            | [ 19 ] [ 20 ] |
| 5 (I—V)     |                  | Ли Сянь Лун (1952—) англ. и малайск. Lee Hsien Loong кит. 李显龙 там. லீ சியன் லூங்                          | 12 августа 2004  | 2001           | Партия народного действия | 29 мая 2006     | Ли С. (I)  | [ 21 ] [ 22 ] |
| 5 (I—V)     | 30 мая 2006      | Ли Сянь Лун (1952—) англ. и малайск. Lee Hsien Loong кит. 李显龙 там. லீ சியன் லூங்                          | 20 мая 2011      | 2006           | Партия народного действия | Ли С. (II)      |            | [ 21 ] [ 22 ] |
| 5 (I—V)     | 21 мая 2011      | Ли Сянь Лун (1952—) англ. и малайск. Lee Hsien Loong кит. 李显龙 там. லீ சியன் லூங்                          | 30 сентября 2015 | 2011           | Партия народного действия | Ли С. (III)     |            | [ 21 ] [ 22 ] |
| 5 (I—V)     | 1 октября 2015   | Ли Сянь Лун (1952—) англ. и малайск. Lee Hsien Loong кит. 李显龙 там. லீ சியன் லூங்                          | 26 июля 2020     | 2015           | Партия народного действия | Ли С. (IV)      |            | [ 21 ] [ 22 ] |
| 5 (I—V)     | 27 июля 2020     | Ли Сянь Лун (1952—) англ. и малайск. Lee Hsien Loong кит. 李显龙 там. லீ சியன் லூங்                          | 15 мая 2024      | 2020           | Партия народного действия | Ли С. (V)       |            | [ 21 ] [ 22 ] |
| 6 (I—II)    |                  | Лоуренс Вонг Сюн Цай (1972—) англ. и малайск. Lawrence Wong Shyun Tsai кит. 黄循财 там. லாரன்சு வோங் சியுன் த்சாய் | 15 мая 2024      | 2020           | Партия народного действия | 23 мая 2025     | Вонг (I)   | [ 23 ] [ 24 ] |
| 6 (I—II)    | 23 мая 2025      | Лоуренс Вонг Сюн Цай (1972—) англ. и малайск. Lawrence Wong Shyun Tsai кит. 黄循财 там. லாரன்சு வோங் சியுன் த்சாய் | действующий      | 2025           | Партия народного действия | Вонг (II)       |            | [ 23 ] [ 24 ] |